# Biserica „Nașterea Maicii Domnului” din Onești
Biserica „Nașterea Maicii Domnului” este o biserică amplasată în Onești, raionul Strășeni, Republica Moldova. Este un monument arhitectural de importanță națională inclus în Registrul monumentelor Republicii Moldova ocrotite de stat cu nr. 1396 (raionul Strășeni). Datează de la înc. sec. XX.